# Vilayet d'Adana
1869–1922
Entités précédentes :
- Eyalet d'Adana

Entités suivantes :
- République de Turquie

Le vilayet d'Adana (en turc ottoman : ولايت اطنه, Vilâyet-i Adana) est un vilayet de l'Empire ottoman. Créé en 1869, il disparaît en 1922. Sa capitale est Adana.

## Histoire

### Les massacres d'Adana (1909)
Les massacres d'Adana ont eu lieu du 14 au 25 avril 1909, dans le vilayet d'Adana, une région du sud de l'Empire ottoman. Ces violences ont éclaté à la suite de la contre-révolution du 31 mars 1909, qui a visé le gouvernement des Jeunes-Turcs, en renversant brièvement les réformes et en rétablissant l'influence du sultan Abdülhamid II. Alors que la rébellion a été rapidement écrasée à Constantinople, des rumeurs de révolte arménienne dans la région ont exacerbé les tensions entre la population musulmane et arménienne.
Dans ce contexte de méfiance et de polarisation, des foules musulmanes ont attaqué les quartiers arméniens d'Adana et des villages alentour, incitées par des autorités locales et des groupes islamistes radicaux. Le 14 avril, une échauffourée entre Arméniens et musulmans a dégénéré en violences à grande échelle. Les émeutes ont rapidement pris de l'ampleur, se transformant en un massacre systématique : pillages, meurtres, viols et destructions d'églises. En quelques jours, les violences se sont propagées à d'autres villes de la province.
Les estimations des victimes varient, mais on évalue entre 20 000 et 30 000 le nombre d'Arméniens tués, ainsi que 1 300 Assyriens. Les autorités ottomanes, incapables ou peu disposées à intervenir, ont laissé les violences se poursuivre pendant plus de deux semaines. Ces massacres ont été exacerbés par la montée du nationalisme turc et par l'idée que les Arméniens soutenaient secrètement des puissances étrangères, alimentant une rhétorique de "cinquième colonne".
Les massacres d'Adana, souvent considérés comme un prélude au génocide arménien de 1915, ont marqué un tournant dans les persécutions des Arméniens sous l'Empire ottoman, mettant en lumière la vulnérabilité de cette communauté face à l'hostilité croissante du régime des Jeunes-Turcs.

### Le génocide des Arméniens (1915-1918)

#### Dans le Kaza de Hadjin
À Hadjin, village arménien de près de 30 000 habitants principalement arméniens, dans le sancak de Sis, un jeune garçon appose, en janvier 1915 un tract en turc sur le mur de la cathédrale Saint-Georges, incitant les Arméniens de la ville à "rester vigilants" et à "se préparer à l'autodéfense". Cet incident fournit un prétexte aux autorités pour procéder à l'arrestation de 35 Arméniens suspectés, dont quatre seront pendus et onze traduits en cour martiale.
Après le début du génocide arménien et l'arrestation des intellectuels à Constantinople, le colonel Hüseyin Avni arrive à Hadjin le 14 mai 1915 avec plusieurs brigades de gendarmerie. Il organise des réunions avec les chefs de police et les responsables locaux, leur ordonnant de confisquer les armes des habitants arméniens et des déserteurs, ce qui est effectué le 23 mai. Des escadrons de cavalerie et d'infanterie, venus de Zeïtoun, réquisitionnent alors le monastère-orphelinat de la ville.
Le 27 mai, les hommes influents de la communauté locale sont arrêtés. Environ 200 d'entre eux sont enfermés dans le monastère Saint-Thoros, tandis qu'une cinquantaine d’autres sont détenus au Konak. Tous subiront des tortures, et certains seront tués.
Le 3 juin 1915, un ordre de déportation de la population arménienne d'Hadjin est émis. Une trentaine des plus grandes familles de la ville sont envoyées vers Alep, puis déportées dans le désert syrien. Un second convoi, composé d’environ cinquante familles, suit rapidement, et d’autres convois continueront à partir à un rythme soutenu sous la supervision de Kemal Bey.

### Après la Première Guerre mondiale (1918-1922)
En partie occupé en 1918 par les armées britanniques et françaises, la région est reprise par les Turcs de Mustafa Kemal lors de la campagne de Cilicie se déroulant au sein de la guerre d'indépendance turque.

## Territoire
Le vilayet d'Adana s'étend sur la Cilicie, dans le sud-est de l'Anatolie. Il est bordé au nord-ouest par le vilayet de Konya, au nord par le vilayet d'Ankara et le vilayet de Sivas, et à l'est par le vilayet d'Alep.

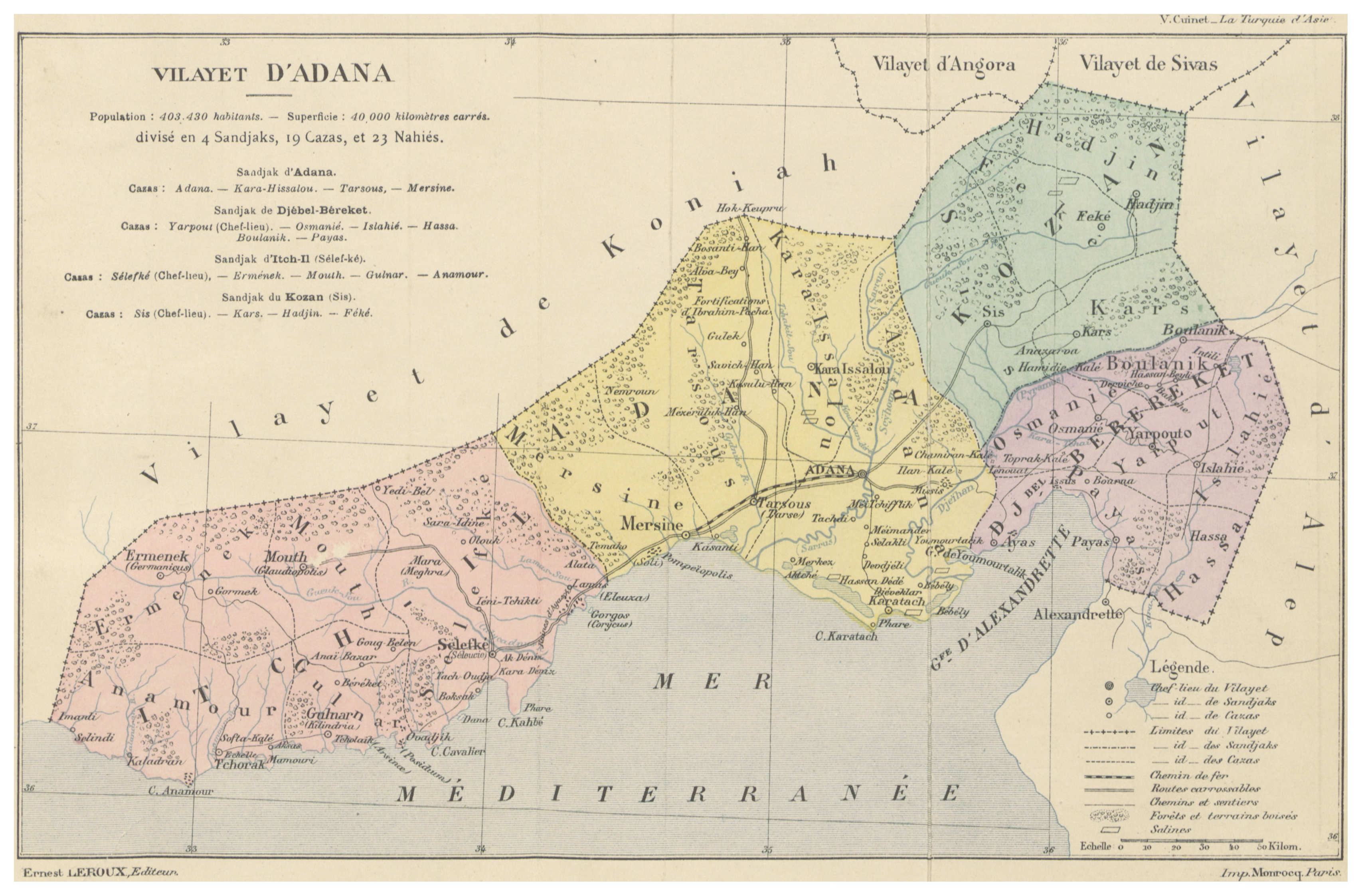
Carte du vilayet d'Adana en 1892.

## Subdivisions
Le vilayet est divisé en cinq sandjaks :
- le sandjak d'Adana ;
- le sandjak de Mersin (1888-1922) ;
- le sandjak de Djebel-i-Bereket (1877-1922) ;
- le sandjak de Kozan ;
- le sandjak d'İçel.